# Steenwijksmoer
Steenwijksmoer is een dorp in de gemeente Coevorden, in de Nederlandse provincie Drenthe.

## Voorzieningen
De plaats heeft een grote katholieke kerk, basisschool de St. Theresiaschool en de voetbalclub Protos.

## Geschiedenis

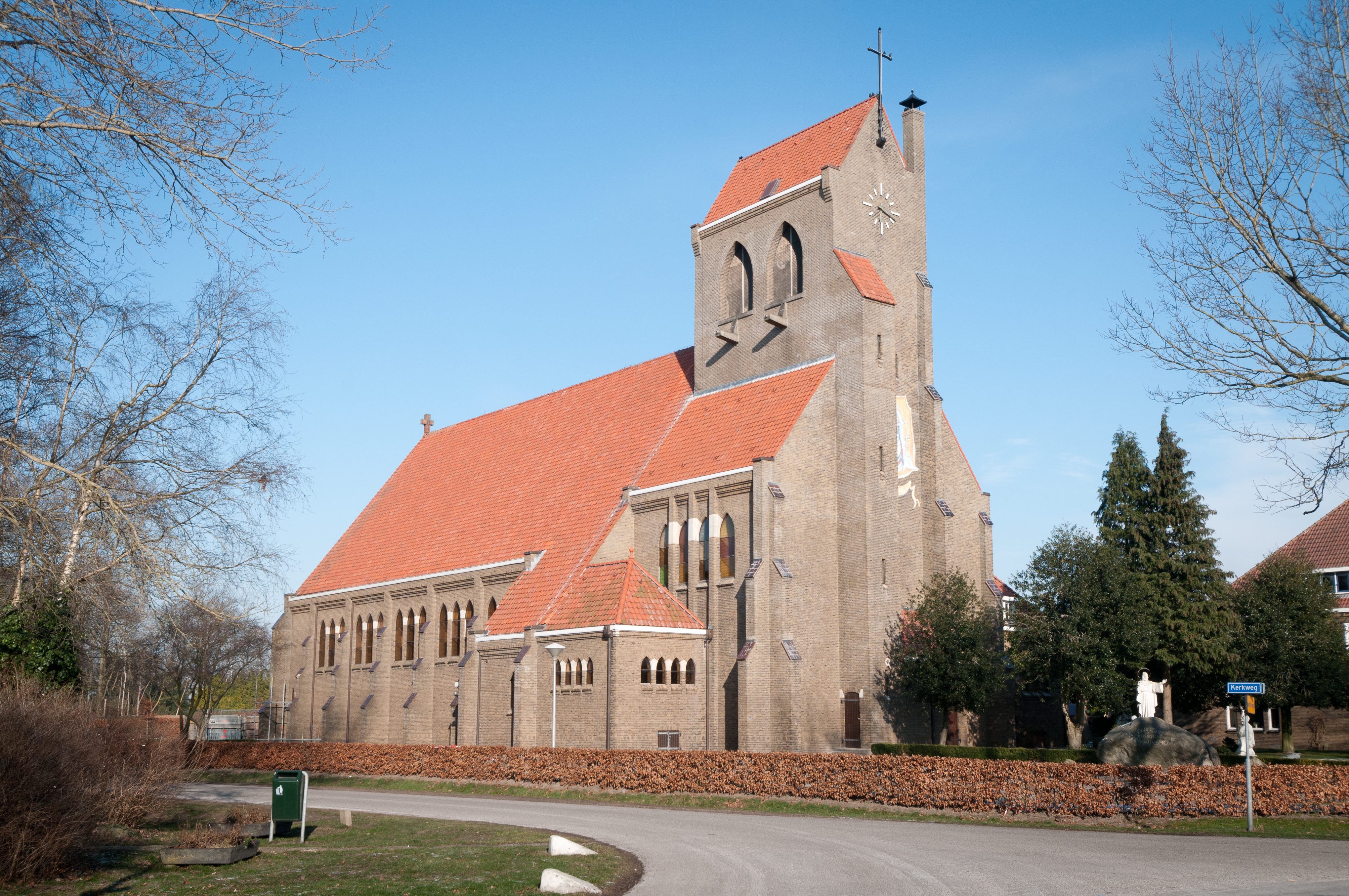
Sint-Franciscuskerk

Steenwijksmoer ontstond aan het einde van de 16e eeuw ten gevolge van de ontginning van het veen op de grens van Coevorden en Gramsbergen. De bevolking is voor het merendeel rooms-katholiek. 
Tot ongeveer 1960 groeide Steenwijksmoer tot ongeveer 1400 inwoners, maar daarna zette een daling in. Door woningtekort en het kleiner worden van gezinnen daalde de bevolking tot het huidige aantal.
De kerk in Steenwijksmoer is een Rooms-Katholieke kerk, toegewijd aan Sint Franciscus.

Steenwijksmoers kerk werd in 1932 gebouwd, dankzij de inspanningen van pastoor Slosser die in een beperkt aantal jaren een flinke som geld bijeen had gespaard met bedelpreken in verschillende kerken, en tienduizenden bedelbrieven. Aan de bouw van de kerk en pastorie werd een bedrag van ƒ 79.820,— besteed. Ook werd een kerkhof aangelegd en een katholieke school in het dorp. 

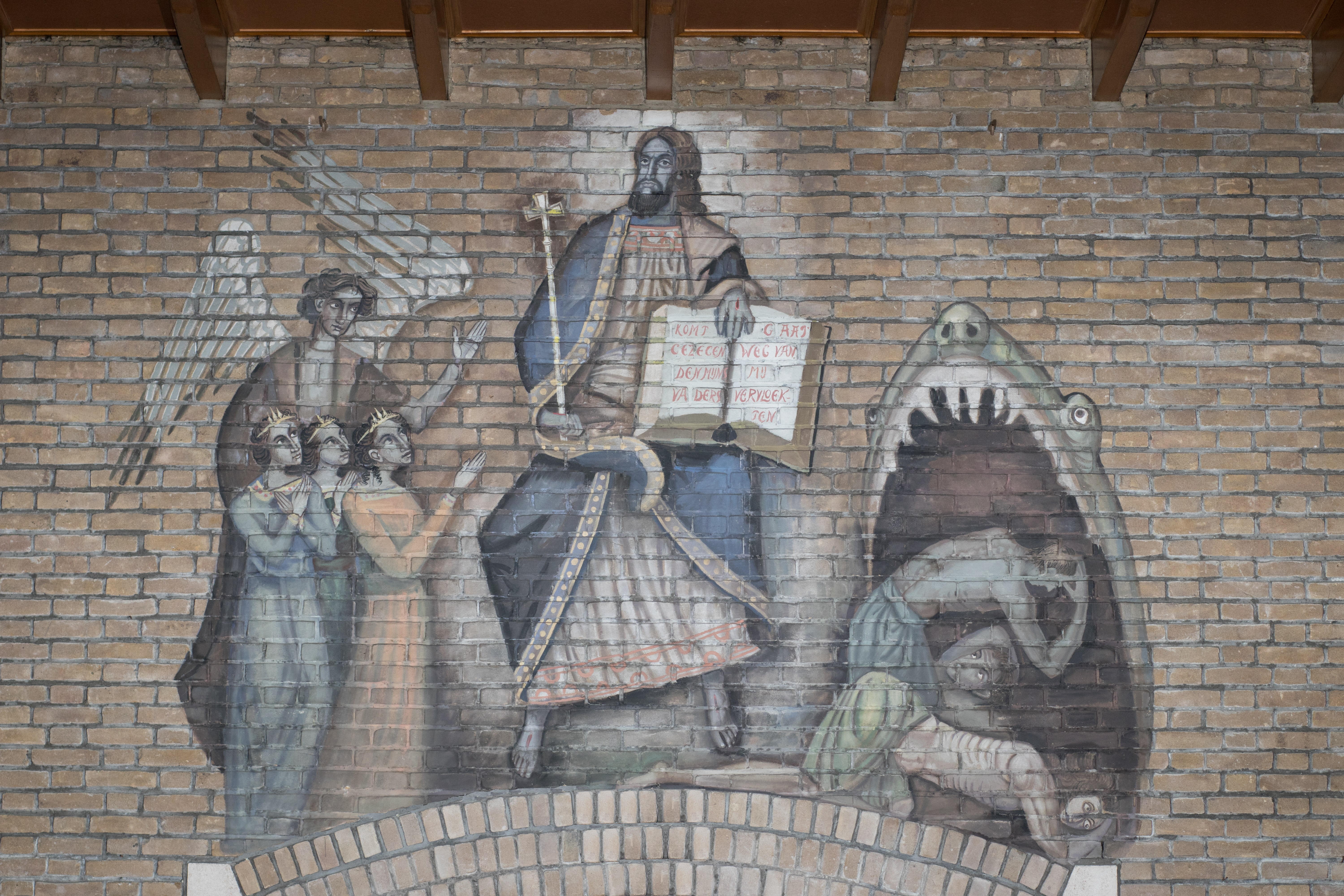
Jacob Ydema, Laatste Oordeel (1939)

De kerk is in 1939 voorzien van wandschilderingen van de hand van de Friese schilder Jacob Ydema. Boven de hoofdingang van de kerk is Christus afgebeeld rechter in het laatste oordeel. Hij zit op een troon, schetsmatig gesuggereerd, met aan zijn rechterzijde (links van de beschouwer) een engel met de “goede mensen”, die tot in eeuwigheid in de hemel vereniging zoeken met hun Schepper. Dit laatste wordt nadrukkelijk verbeeld en is in zoverre niet traditioneel; in voorstellingen van het laatste oordeel wordt doorgaans getoond hoe de zaligen na hun dood worden opgevangen in de hemel en hoe de verdoemden door duivels in het eeuwige vuur worden geworpen. Hier is het verlangen van de zaligen hoofdthema. Aan de andere zijde van Christus zien we de verdoemden, die zichzelf in de mond van de hel storten. Christus houdt een boek open met op de linkerbladzijde de tekst “Komt gezegenden mijns vaders” en aan op de rechterbladzijde “Gaat weg van mij vervloekten”.  Boven de rechterdeur (vanuit de kerk bezien) is een voorstelling aangebracht van een klavierspeler met zingende engelen, en boven de linkerdeur een ongeïdentificeerde voorstelling, mogelijk een beschermengel die zijn beschermeling behouden door het leven coacht naar Christus toe in het laatste oordeel. In een brief aan zijn verloofde schreef de kunstenaar dat hij het moeilijk had met de stenen muur; de bakstenen zogen aanvankelijk de kleur in zodat het resultaat wat flets werd en de grove structuur van de muren maakte het werk zwaar. Omgekeerd vond de kunstenaar de wijze waarop de stenen door de voorstellingen heen zichtbaar bleven bevredigend.

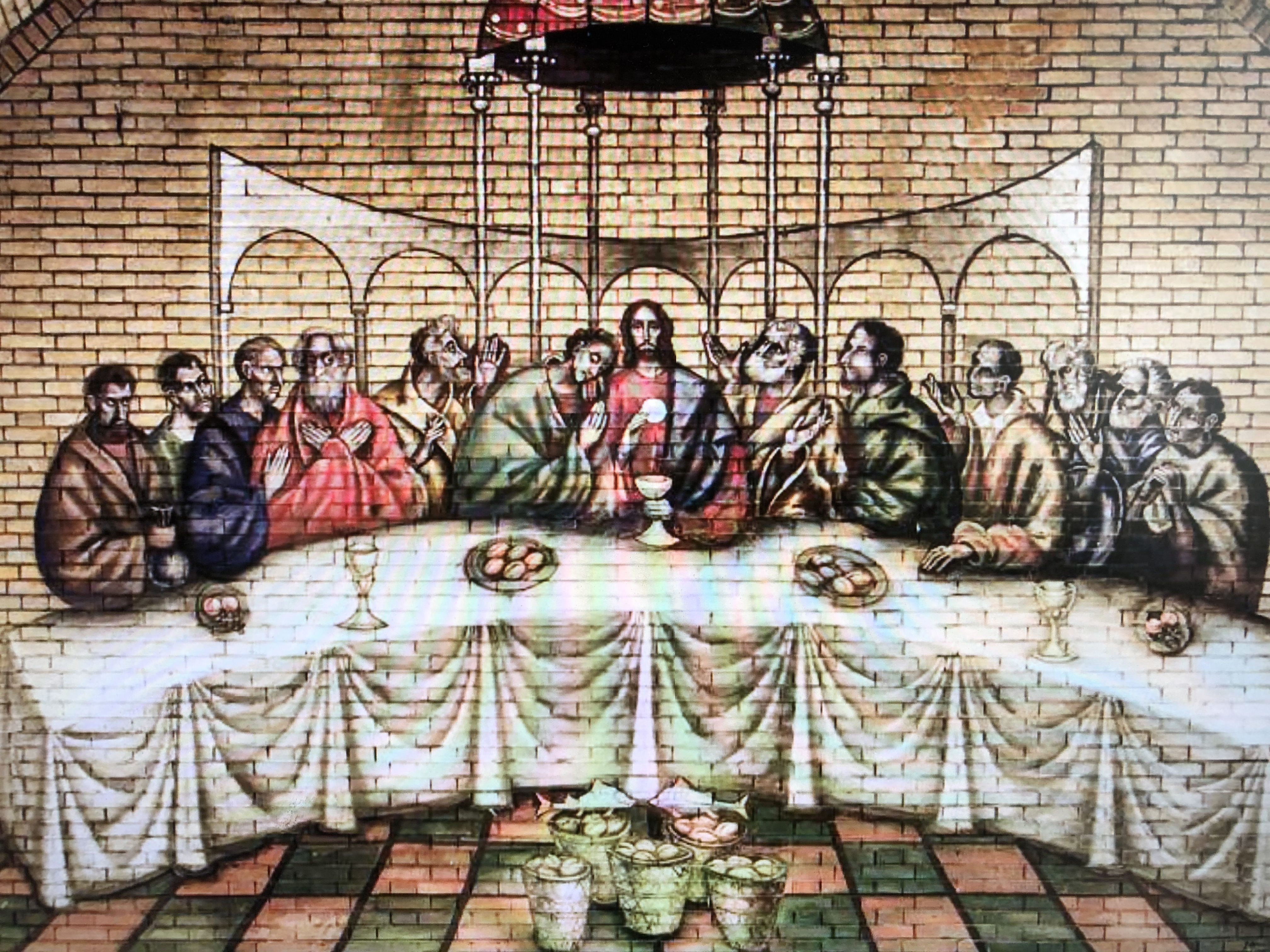
Jacob Ydema, Laatste Avondmaal (1939)

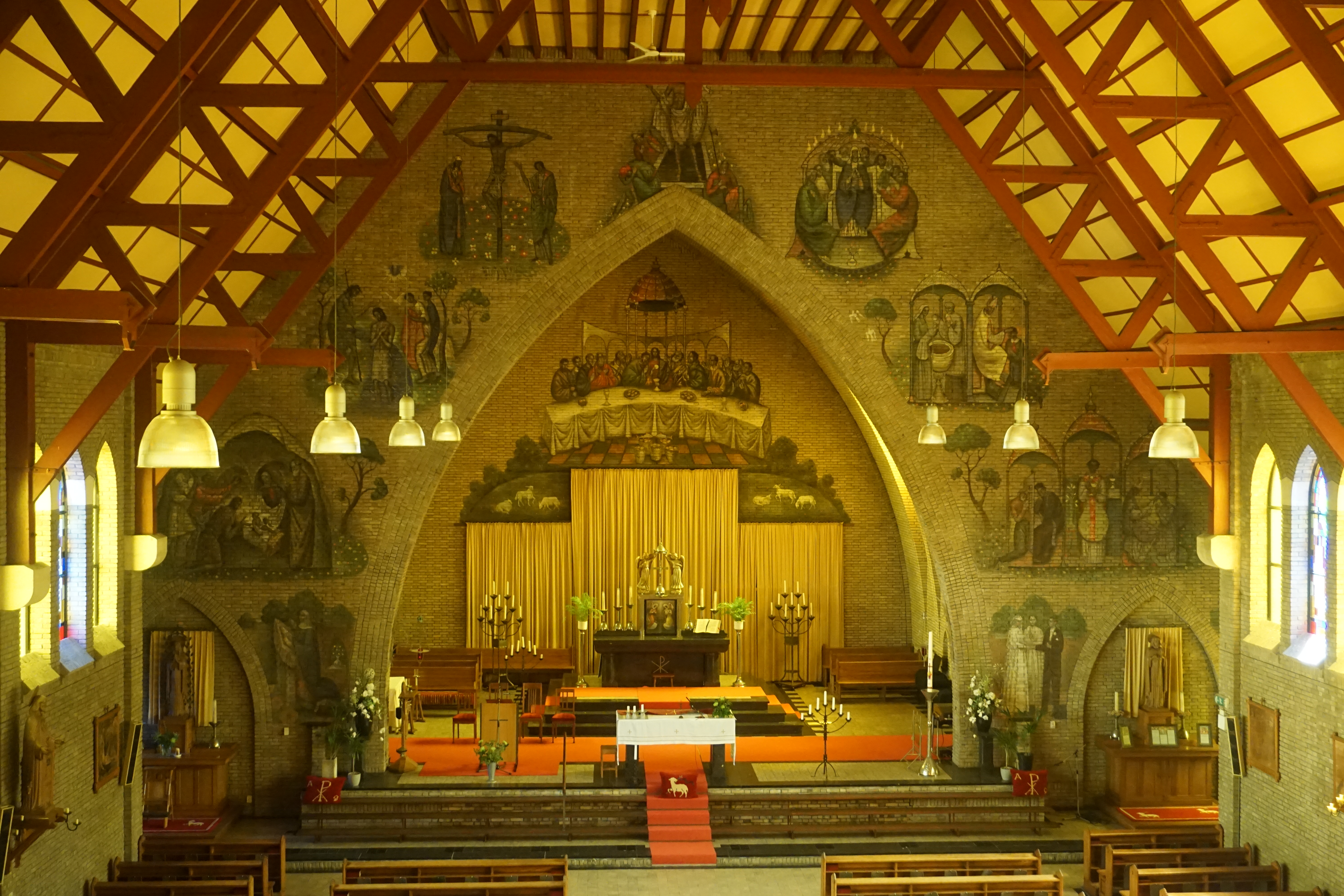
Interieur van de St. Franciscuskerk in Steenwijksmoer

Op de achterwand van de kerk, hoog boven het hoogaltaar is het laatste avondmaal aangebracht. De figuren zijn meer dan levensgroot en zijn geplaatst in een pseudo-architecturale ruimte, gesuggereerd door de gebogen vormen van de tafel en van de door zuilen gedragen structuur achter de figuren. De voorstelling laat het dramatische moment zien dat Christus heeft meegedeeld dat een van de aanwezige apostelen hem die avond zal verraden; een van hen werpt zich tegen de borst van Jesus om te vragen wie de verrader zou zijn. Dit moment is gecombineerd met het belangrijkste moment van het laatste avondmaal: het moment dat Christus brood aanbiedt met de woorden, dat het brood zijn lichaam is dat voor de mensheid wordt overgeleverd.  Dit is het moment dat in iedere Katholieke mis wordt herdacht, en de viering ervan is de kern van de Katholieke liturgie rond het altaar. Hoog op de triomfboog is de kruisiging afgebeeld, met Maria en Johannes naast de stervende Christus. De verrijzenis van Christus is te zien boven de top van de boog, waarmee het wezen van de Christelijke verzoeningsleer in deze drie voorstellingen – laatste avondmaal, dood aan het kruis en verrijzenis in beeld is samengevat. De overige voorstellingen op de triomfboog verbeelden de zeven sacramenten van de Katholieke Kerk.  
De kleuren van de voorstelling op de achterwand en de voorstellingen op de boog zijn in verhouding tot de voorstellingen boven de ingangen van de kerk helder en fris. Mogelijk heeft de kunstenaar een technische oplossing gevonden voor het probleem dat de bakstenen de neiging hebben om kleurstoffen op te zuigen. Opmerkelijk is de compositoire indeling van de boog, separate voorstellingen in individuele medaillons die lijken te zweven in de beschikbare ruimte. Het ligt meer voor de hand om de ruimte op de boog geheel te gebruiken voor een eenduidige voorstelling, dan wel om de boog te verdelen in compartimenten voor verschillende voorstellingen. Dit is de oplossing die Ydema elders toepaste, zoals op de boog in de kapel van huis Mooi-Gaasterland in Rijs (1933), of die hij later zou toepassen op de triomfboog in de Clemenskerk in Nes (1940), de Cyriacuskerk in Dalfsen (1924), de O.L.V. ten Hemelopneming in Doetinchem (1948) en de Antonius van Paduakerk in Nieuw-Dijk (1949). Een oplossing zoals in Steenwijksmoer komt evenwel overeen met oplossingen die andere kerkschilders in de tijd van het Interbellum kozen, en is in zoverre passend in de stijl van de tijd waarin de schilderingen zijn aangebracht. De stijl waarin de voorstellingen zijn weergegeven is ook opmerkelijk. Ydema wordt beschouwd als een vertegenwoordiger van de zogenoemde “barokke” school, maar in Steenwijksmoer zijn de voorstellingen vooral gestileerd en terughoudend van stijl. Dit lijkt verband te houden met de moeilijke condities waaronder de schilder moest werken, te weten de eigenaardigheden van de grove bakstenen muur waarvan de structuur ook door de voorstelling heen zichtbaar zou blijven. De kunstenaar zag zich voor het probleem gesteld dat de voorstellingen eenvoudig en kernachtig moesten zijn, om overtuigend over te komen. Dat bracht de noodzaak tot vergaande stilering mee, een beperking die de schilder niet had in kerken met gladde muren als ondergrond en waar de stijl van Ydema nog enige jaren “barok” bleef, zoals in de Odulphuskerk in Bakhuizen (1935-1941) en (op de zuidwand) in de Ludgerkerk in Balk (1941). Eenzelfde effect – een sterk vereenvoudigde vormentaal bij een grove bakstenen ondergrond – zien we daarentegen opnieuw in de O.L.V. ten Hemelopneming in Doetinchem (1948).
Ydema heeft in het buitenportaal ook schilderingen aangebracht, maar die zijn door weersomstandigheden zwaar aangetast en bij een onoordeelkundige restauratie zwaar verminkt. Sommige figuren op de triomfboog, met name in lager gepositioneerde medaillons, lijken ook door restauraties te zijn aangetast.

## Algemeen
Steenwijksmoer is een katholiek kerkdorp. De grote kerk staat in het midden van het dorp. Het sociale en culturele leven van de dorpelingen speelt zich af in en rond het dorpshuis "De Schalm". Woningbouw vindt slechts op kleine schaal plaats en was tot 2011 alleen voor sociaal en economisch gebondenen. Tot 2020 is er nog een uitbreiding van 7 kavels, die in mei 2011 uitgegeven werden.